# 口是心非
《口是心非》是张雨生發行的第十張個人國語專輯，也是其在逝世前發行的最後一張專輯，被譽為張雨生最成熟的一張個人專輯。2017年6月16日，豐華唱片發行了口是心非的黑膠唱片。

## 樂團
吉他：張雨生、
鼓：姜永正（豆子）
貝士：譚明輝
鍵盤：櫻井弘二 (Koji Sakurai)
混音：王俊傑 (混音師)（小K）

## 曲目
| 曲序 | 曲目                       | 时长 |
| ---- | -------------------------- | ---- |
| 1.   | 如果你要離開我             | 5:06 |
| 2.   | 口是心非                   | 4:53 |
| 3.   | Cappuccino                 | 5:04 |
| 4.   | 玫瑰的名字                 | 4:23 |
| 5.   | 河                         | 6:00 |
| 6.   | 愛情‧‧‧                    | 1:06 |
| 7.   | ‧‧‧的圖案                  | 4:02 |
| 8.   | 隨你                       | 5:28 |
| 9.   | 神采                       | 5:26 |
| 10.  | 在黃昏融化了世界的色彩以前 | 4:39 |
| 11.  | 若我告訴你其實我愛的只是你 | 5:57 |

## 獎項
- 1998年度台灣金曲獎頒獎典禮

- 「最佳流行音樂演唱唱片獎」：《口是心非》

- 中華音樂人交流協會

- 台灣流行音樂200最佳專輯中排名第41名

## 封面
畫家：路跑樂 (Paolo Rui)，義大利畫家

## 音樂錄影帶
| 歌名     | 導演   | 首播日期 | 首播頻道    |
| -------- | ------ | -------- | ----------- |
| 口是心非 | 林錦和 | 1997年   | Channel [V] |

1. ↑  .   [2021-11-04]. （原始内容存档于2023-03-08）.